# Дон Вілсон (музикант)
Дон Вілсон (10 лютого 1933 — 22 січня 2022) був американським гітаристом, який разом із Бобом Боглом став співзасновником інструментального серф-рок гурту The Ventures. У 2008 році Вілсон разом з іншими учасниками гурту був введений до Зали слави рок-н-ролу в категорії «Виконавці». Вілсон залишався останнім живим учасником класичного складу The Ventures після смерті Нокі Едвардса у 2018 році, аж до своєї смерті в січні 2022 року.
Дон Вілсон народився в місті Такома, штат Вашингтон, і був середньою дитиною в родині. Його родина мала змішане походження: мати, Джозі, була першого покоління шведського походження, а батько мав валлійські та ірландські корені. Мати показала йому, як грати акорди на типле, коли йому було близько 12 років.
У 1958 році Вілсон і Боб Богл познайомилися з Нокі Едвардсом і запросили його приєднатися до групи. Спочатку Едвардс грав на бас-гітарі, але згодом перейшов на соло-гітару, тоді як Богл став бас-гітаристом. У 1960 році мати Вілсона, Джозі, заохотила їх записати кавер на інструментальну версію пісні Чета Аткінса «Walk, Don't Run», написаної Джонні Смітом. Оскільки вони не могли виконати пісню в стилі Аткінса, музиканти переробили її у власній манері. Склад гурту на той час включав Вілсона, Богла, Едвардса та Хауї Джонсона (барабани), перед тим як Джонсона замінив Мел Тейлор. Пісня «Walk, Don't Run» досягла другого місця в чарті Billboard Hot 100, і, як зазначив Джон Фогерті, саме вона «розпочала новий рух у рок-н-ролі».
Пісня The Ventures «Wild Child» була використана гуртом The Wiseguys для треку «Start the Commotion», завдяки чому Вілсон отримав свій єдиний хіт, який потрапив до британських чартів, досягнувши 47-го місця і пробувши там два тижні.
У 1968 році The Ventures випустили сингл «Hawaii Five-O», який став темою для однойменного телевізійного серіалу. Серед інших відомих пісень гурту можна відзначити «Wipe Out» та «Pipeline». Вілсон продовжував гастролювати з The Ventures до 2015 року, коли вийшов на пенсію. Після його виходу гурт продовжив виступати, вже без оригінальних учасників. Вілсон був присутній на церемонії введення The Ventures до Зали слави рок-н-ролу у 2008 році.
The Ventures випустили понад 250 студійних альбомів, 150 синглів і 80 збірок, залишивши величезний вплив на інструментальну музику. Едді Ван Гален — один із багатьох музикантів, на яких гурт мав значний вплив. Він зазначив, що їхня пісня «Pipeline» була однією з перших, яку він навчився грати на гітарі.
Ритмічний та агресивний стиль гри Вілсона на гітарі здобув йому в Японії прізвисько «Містер Тікі-тікі». Концерти The Ventures завжди включали дві вокальні партії Вілсона, проте його спроби в сольній кар'єрі не змогли повторити успіх The Ventures.
Донька Вілсона, Стейсі Лейн-Вілсон, є письменницею та режисеркою, яка у 2020 році зняла документальний фільм про The Ventures під назвою The Ventures: Stars on Guitars. Вілсон помер з природних причин 22 січня 2022 року у віці 88 років. Він був останнім живим учасником класичного складу свого гурту.
Записи Вілсона в основному були інструментальними та створені з The Ventures, але він також записав і випустив багато вокальних творів під своїм іменем, які вийшли як сингли, а пізніше на вінілових альбомах і CD у США, Японії та Великій Британії. Ці роботи не зазначені в дискографії The Ventures.
Додаткова інформація: Дивіться дискографію The Ventures.
Примітка: Дати в дужках означають дату запису. Дати без дужок означають дату випуску.

### Сольні релізи Дон Вілсона в США
- Don Dixon. 7" 45. Cry of the Wild Goose/ For your Love. Blue Horizon 6051. USA. 1960.
- Don Wilson. 7" 45. The Twomp/ Heart on my Sleeve. Blue Horizon 6054. 1962
- Don Lee Wilson. 7" 45. Tell Laura I love Her/ Angel. Imperial 60664. 1964
- Don Lee Wilson. 7" 45. (Gul durn it) What d'I Say/ T'aint Funny. Imperial 66038. 1964
- Don Wilson. 7" 45. Forever and Ever/ Angel. Unity CP2117. 1964
- Don Lee Wilson. 7" 45. Feel so Fine/ Angel. Imperial 66091. 1965
- Don Lee Wilson. 7" 45. No Matter what shape (your stomach's in)/ Angel. Liberty 55862. 1966
- Don Lee Wilson. 7" 45. Don't Avoid Me/ Angel. Liberty 55872. 1966
- Don Lee Wilson. 7" 45. Don't Avoid Me/ Sally. Liberty 55890. 1966
- Don Lee Wilson. 7" 45. Kiss Tomorrow Goodbye/ Sally. Liberty 55946.1967
- Don Lee Wilson. 7" 45. Seattle in the Rain/ How can I help you Girl. L&M WO 100. 1967
- Don Lee Wilson. 7" 45. Tell Laura I love her/ Bad Boy. Tridex 101. 1967
- Don Wilson . CD The Ventures and the Fabulous Wailers. Two Car Garage. Blue Horizon BH 100-1. 2008.

I hear you knockin' keep knockin', Needles and Pins, When you walk in the room.
- Don Wilson. 7" 45. I never did know when to go home/ My mind is filled with you. Blaze Music BL-101. Date unknown

### Сольні релізи Дон Вілсона в Японії
- Don Wilson. 7" 45. Feel so Fine/ Angel. Liberty LR-1436. 1965
- Don Wilson. 7" 45. Feel so Fine/ Forever and Ever/ Angel/ Tell Laura I love her. Liberty LP-4112. 1966
- Don Wilson. 7" 45. Pied Piper/ La Bamba (with The Ventures). Liberty LR-1577. 1966
- Don Wilson. 7" 45. Runaway/ Sally. Liberty LR-2550. 1970
- Don Wilson. 7" 45. Moody River/ Pied Piper. Liberty LLR-10583. 1974
- Don Wilson. 2 vinyl 12" Album set. The Ventures for Great Collectors Only. King K18P-12-13. 1980.

What d'I Say (1964), Sally (1966), Feel so Fine (1965), Behind these stained glass windows (1966), T'aint Funny (1964), Angel (1965), Don't avoid me (1966), Tell Laura I love her (1964), Kiss tomorrow goodbye (1967).
- Don Wilson. 4 CD Set. The Ventures History Boxed Set Volume 3. Toshiba TOCP-7133-36. 1992.

Kiss tomorrow goodbye (1967).
- Don Wilson. 4 CD Set. The Ventures History Boxed Set Volume 4. Toshiba TOCP-7137-40. 1992.

Feel so fine (1965), Angel (1965),
- Don Wilson. 4 CD Set. The Ventures History Boxed Set Volume 5. Toshiba TOCP-7141-44. 1992.

Hey there Sunshine (1966), Behind these stained glass windows (1966), Kiss tomorrow goodbye (1967), Sally (1966).
- Don Wilson CD. The Ventures play 'Runaway'. Don Wilson's Favorite Vocals. M&I. MYCV-30005. 1999.

1.Runaway (1999), 2. Needles and Pins (1983), 3. Black is Black (1999), 4. Keep Searchin' (1999), 5. When you walk in the Room (1983), 6. Hats off to Larry (1999), 7.So Fine (1965), 8. End of the World (1965), 9. Caribbean (1995), 10. The Wind blows East (1995), 11. Born to Lose (1965), 12. Steady as she goes (1983), 13. Detroit City (1965), 14. Yesterday (1965), 15. I forgot to remember to forget (1965), 16. I can't stop loving you (1965).
- Don Wilson 5 CD Boxed set. Arigato Japan! Don Wilson Special Box. M&I. MYCV-30648. 2015.

CD 5 contains Don Wilson's vocals: Hello Mary Lou (2015), Rebel Rouser — Detour — Ghost Riders in the Sky (This medley featured Don Wilson playing lead guitar 2015), The Twomp (2015), Whole lot of Shakin' going on — I got a Woman (2015), Runaway (1999), Needles And Pins (1983), Black is Black (1999), Keep Searchin' (1999), When you walk in the Room (1983), Hats off to Larry (1999), So Fine (1965), End of the World (1965), Caribbean (1995), The Wind blows East (1995), Born to Lose (1965), Steady as she goes (1983), Detroit City (1965), Yesterday (1965), I forgot to remember to forget (1965), I can't stop loving you (1965).
- Don Wilson. 4 CD boxed set. Japanese singles Collection. Universal UICY-77116-20. 2015.

Feel so fine (1965), Angel (1966), Runaway (1999), Sally (1966).

### Сольні релізи Дон Вілсона у Великій Британії
- Don Lee Wilson. CD. The Ventures in the Vaults Volume 4. Ace Records CDCHD 1176. 2007.

Like you've never known before (unreleased), Don't avoid me (1966), Heart on my Sleeve (1962), The Twomp (unreleased version from 1960 as Don Wilson), Runaway (1970), Feel so Fine (1965).
- Don Lee Wilson. CD. The Ventures in the Vaults Volume 5. Ace Records CDCHD 1407. 2014.

I want you to want me (unreleased), How can I help you girl (1967), Let the four winds blow (unreleased), For your love (1960 as Don Dixon).
1. 1 2  https://apnews.com/article/don-wilson-the-ventures-dead-c7a4801173ac08fbd01c30b0192813e9
2. 1 2  https://books.google.com.ar/books?id=8KsyZ0W5hr0C&lpg=PP1&dq=%22don%20wilson%22%20ventures&pg=PA9#v=onepage&q=%22don%20wilson%22%20ventures&f=false